# Rice-Eccles Stadium

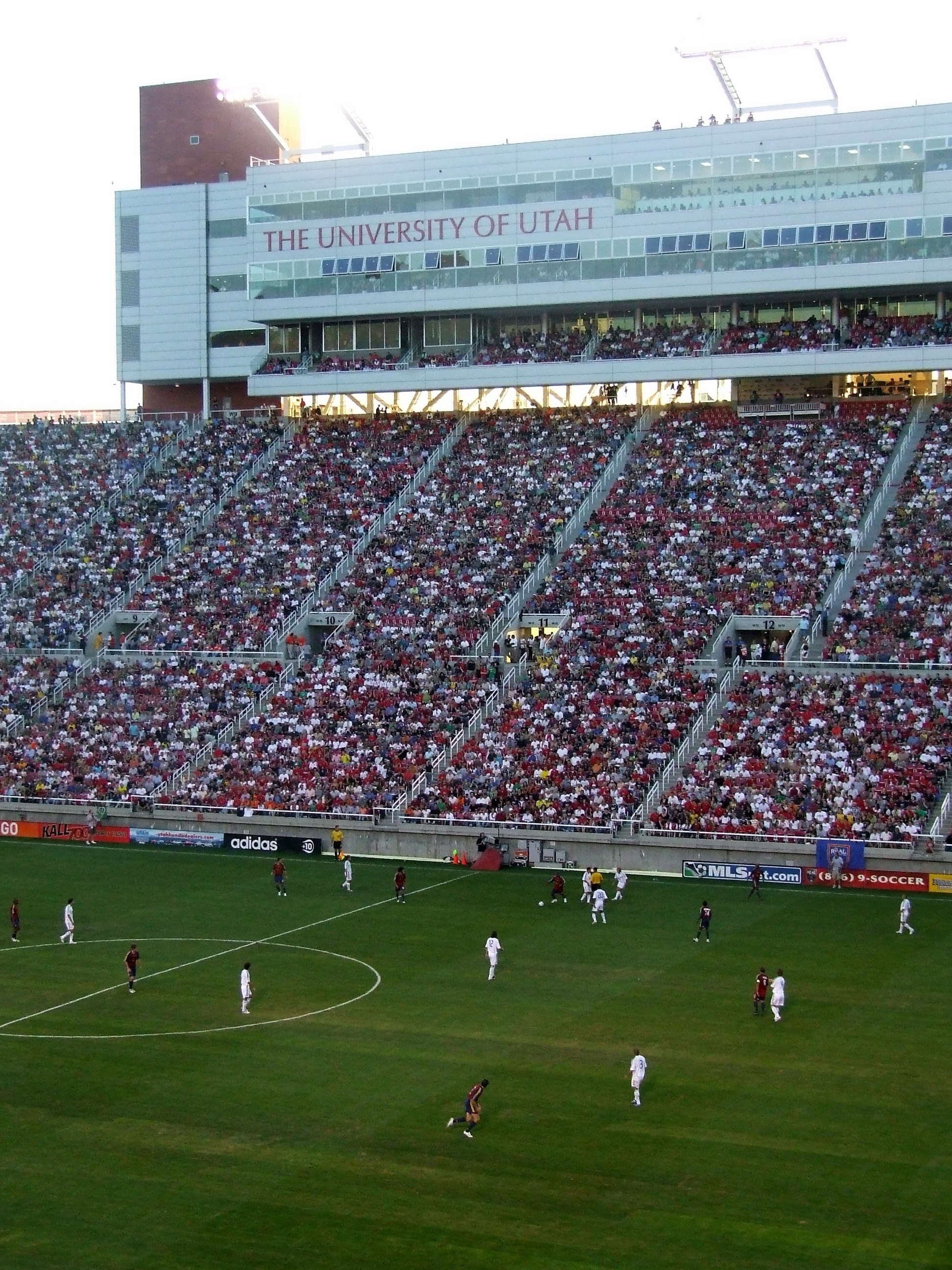
Jogadores do Real Salt Lake no Estádio Rice-Eccles em Salt Lake City.

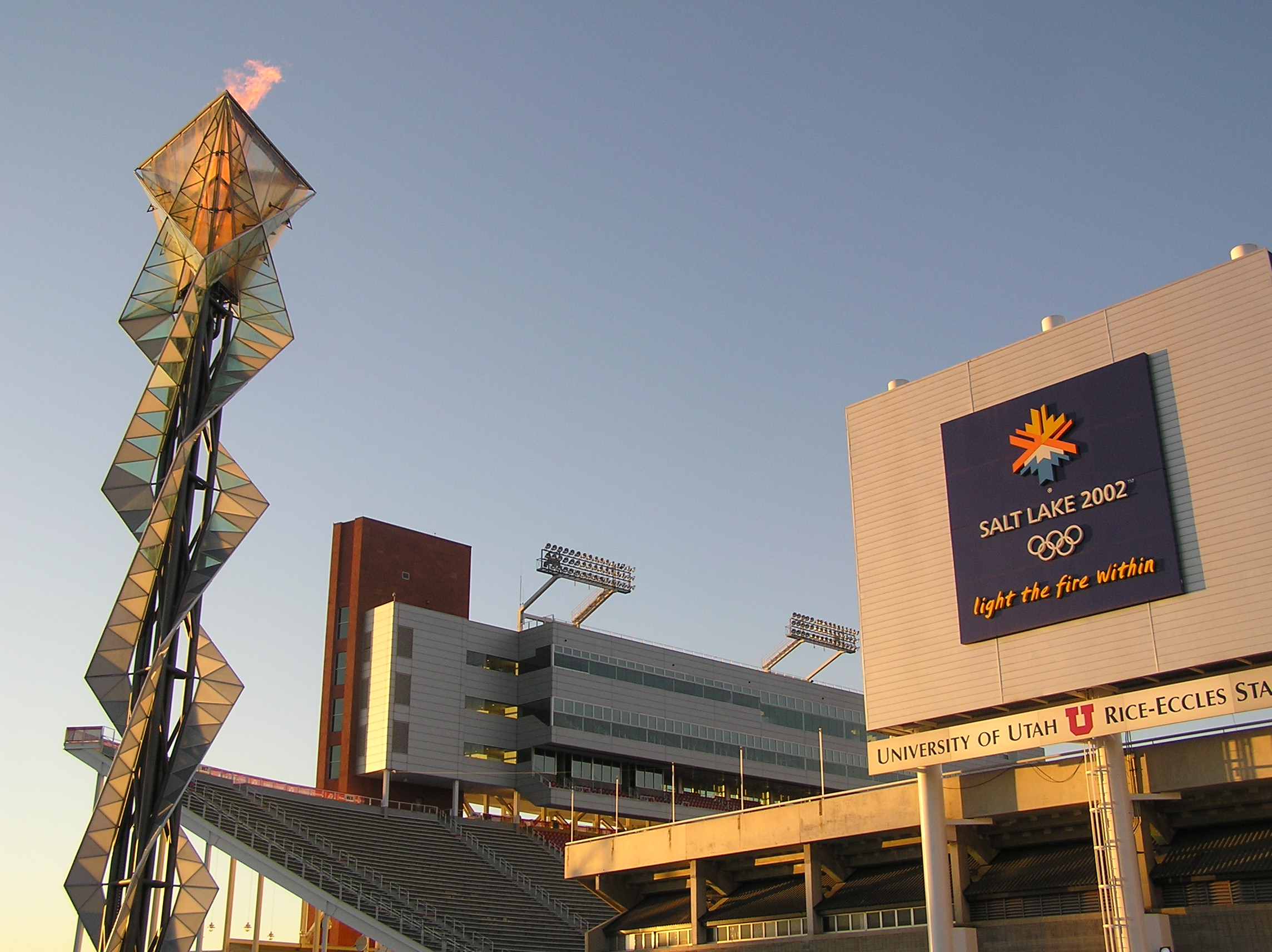
Visão externa

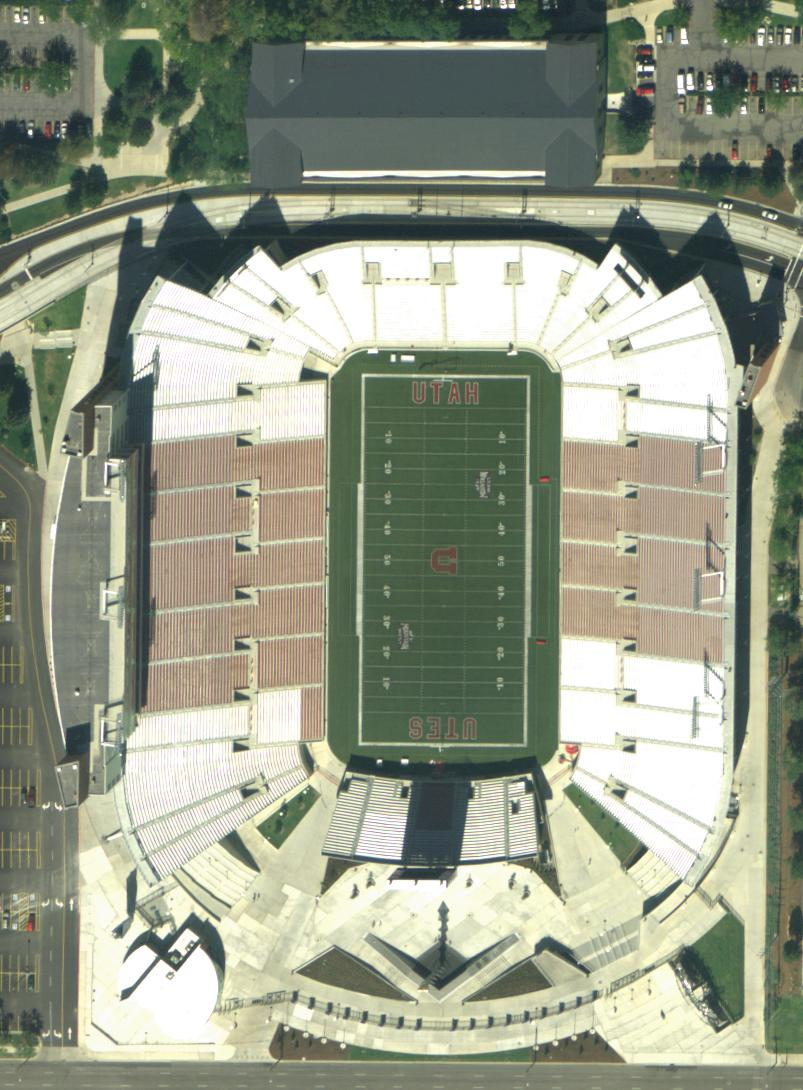
Visão aérea

O Rice Eccles Stadium é um estádio localizado em Salt Lake City, Utah, Estados Unidos.
Inaugurado em 1 de Outubro de 1927, e renovado em 1998, tem capacidade para 45.017 torcedores.
Pertence a Universidade de Utah e é utilizado pelo time universitário de futebol americano Utah Utes. Foi utilizado pelo time de futebol Real Salt Lake, da MLS até 2008, ano que o clube concluiu a construção do próprio estádio, o Rio Tinto na cidade de Sandy.
Sediou as cerimônias de abertura e encerramento dos Jogos Olímpicos de Inverno de 2002.